# Чедомир Яневський
Чедомир Яневський (мак. Чедомир "Чеде" Јаневски; нар. 3 липня 1961, Скоп'є, СР Македонія) — югославський та македонський футболіст, виступав на позиції захисника, по завершенні кар'єри — футбольний тренер.

## Клубна кар'єра
Футбольну кар'Єру розпочав у 1977 році в складі юнацької команди «Скоп'є». Перший професіональний контракт підписав 1982 року з представником Першої ліги Югославії «Вардар». Захищав кольори клубу протягом семи сезонів. У 1989 році перейшов до бельгійського «Брюгге». У сезоні 1989/90 років разом з командою виграв чемпіонат Бельгії, а в сезоні 1990/91 років — національний кубок. Незважаючи на це, гравцем стартового складу так і не став. За понад два рози зіграв 35 матчів та відзначився 1 голом. У 1991 році приєднався до «Шарлеруа». У сезоні 1992/93 років разом з командою дійшов до фіналу кубку Бельгії, в якому його команда поступилася «Стандарду» (Льєж). Виступав за «Шарлеруа» до завершення сезону 1994/95 років.
Потім виступав у турецькому «Істанбулспорі», а також бельгійському «Локерені». Останнім клубом у кар'єрі Яневського став «Дарінг Клуб Бланкенберж», де македонець також виконував функції граючого тренера.

## Кар'єра в збірній
У 1987 році зіграв 2 поєдинки у футболці збірної Югославії. Дебютував у національної збірної Македонії 13 жовтня 1993 року в переможному (3:1) поєдинку проти Словенії, також у тому матчі відзначився голом. З 1993 по 1995 рік у футболці національної збірної зіграв 5 матчів.

## Кар'єра тренера
Кар'єру тренера розпочав ще будучи футболістом, спочатку тренував молодіжну збірну Македонії. Потім очолив «Дарінг Клуб Бланкенберж», разом з яким у 1999 року виборов путівку до Четвертого класу (нід. Vierde Klasse). У 2000 році став тренером молодіжної команди «Брюгге», залишив бельгійський клуб у 2005 році. Того ж року Тронд Солльєд очолив «Олімпіакос», при цьому він запросив Чедомира до тренерського штабу пірейського клубу. Наступного року «Олімпіакос» виграв чемпіонат Греції. У 2007 році «Олімпіакос» вдало виступав у національному чемпіонаті, проте невдало виступав у Лізі чемпіонів, у зв'язку з чим Солльєда, Яневського та Кріса ван Пюйвельде відправивли у відставку.
28 січня 2007 року Чедомира призначили головним тренером першої команди «Брюгге», після відставки Еміліо Феррери, за часів якого бельгійський клуб переживав кризу. У чемпіонаті країни Яневський не зумів виправити становище («Брюгге») фінішував на 6-у місці), проте македонець привів команду до перемоги у Кубку Бельгії. Проте керівництво клубу вирішило, що новий сезон на чолі «Брюгге» вже буде Джекі Матійссен. Яневському ж запропонували залишитися його помічником, проте Чедомир відмовився. Після цього македонський фахівець приєднався до тренерського штабу Тронда Солльєда в «Генті», з яким дійшов до фіналу кубку Бельгії (у вирішальному поєдинку «Гент» поступився «Андерлехту»).
Наступного сезону Солльєд перейшов у «Геренвен». Яневський сподівався очолити «Гент», проте керівництво клубу запросило на вакантну посаду Мішеля Прюдомма. Після цього Чедомир переїхав на Близький Схід, де очолив «Аль-Шааб» з Об'єднаних Арабських Еміратів. Головним тренером цього клубу був Лука Перузович. 9 вересня 2008 року підписав контракт до завершення сезону з «Црвеною Звездою», де замінив Зденека Земана. Під керівництвом нового тренера команда не змогла поборотися за чемпіонаство з «Партизаном». У травні 2009 року подав у відставку. Покинув клуб через неправдиві звинувачення про нього, розповсюджені у сербських ЗМІ. Наприкінці того ж сезону виїхав на Кіпр, де очолив «Енозіс Неон Паралімні». Після провальних виступів команди македонця звільнили з займаної посади 11 січня 2011 року. У жовтні 2011 року очолив «Етнікос» (Ахна), проте вже в лютому 2012 року був звільнений.
З 22 серпня 2012 року по 27 вересня 2013 року працював головним тренером національної збірної Македонії. З посади головного тренера пішов добровільно, посилаючись на бажання бути ближче до родини, яка проживала в Бельгії. З 27 вересня 2013 року очолював «Монс», проте, незважаючи на кращі результати, ніж прри його попереднику (при Енцо Шифо), не зумів врятувати клуб від вильоту з Першого дивізіону. Незабаром після відходу з «Монса» очолив інший бельгійський клуб, «Мускрон», проте 19 січня 2016 року, після п'ятої поспіль поразки (4 — у національному чемпіонаті та 1 — у кубку) й потрапляння на передостаннє місце в турнірній таблиці чемпіонату, був звільнений з займаної посади.
7 листопада 2016 року підписав 1-річний контракт з «Васланд-Бевереном». Чедомиру вдалося зберегти команду в еліті бельгійського футболу, проте по завершенні сезону 2016/17 років контракт з фахівцем продовжено не було. 16 серпня 2017 року очолив чемпіона Македонії «Вардар» (Скоп'є). 24 серпня «Вардар» на чолі з Яневським вперше в історії македонського футболу вийшов до групового етапу Ліги Європи, обігравши гранд турецького футболу «Фенербахче». У суботу, 15 грудня 2018 року, Чедомир був призначений новим головним тренером віце-чемпіона Єгипту «Ісмайлі». Першим завданням македонця був вихід до африканської Ліги чемпіонів, де суперником єгиптян став камерунський «Котонспорт».

## Статистика виступів

### Як гравця
У збірній
| Матчі Чедомира Яневського за збірну | Матчі Чедомира Яневського за збірну | Матчі Чедомира Яневського за збірну | Матчі Чедомира Яневського за збірну | Матчі Чедомира Яневського за збірну | Матчі Чедомира Яневського за збірну |
| №                                   | Дата                                | Матч                                | Рахунок                             | Змагання                            | Голи                                |
| Як гравець «Вардару»                | Як гравець «Вардару»                | Як гравець «Вардару»                | Як гравець «Вардару»                | Як гравець «Вардару»                | Як гравець «Вардару»                |
| ----------------------------------- | ----------------------------------- | ----------------------------------- | ----------------------------------- | ----------------------------------- | ----------------------------------- |
| 1                                   | 29 серпня 1987                      | Югославія — СРСР                    | 0 — 1                               | Товариський                         | 0                                   |
| 2                                   | 16 грудня 1987                      | Туреччина — Югославія               | 2 — 3                               | Кваліфікація ЧЄ                     | 0                                   |
| Як гравець «Шарлеруа» «Шарлеруа»    |                                     |                                     |                                     |                                     |                                     |
| 3                                   | 13 жовтня 1993                      | Словенія — Республіка Македонія     | 1 — 4                               | Товариський                         | 48' (пен.)                          |
| 4                                   | 16 листопада 1994                   | Бельгія — Республіка Македонія      | 1 — 1                               | Кваліфікація ЧЄ                     | 0                                   |
| 5                                   | 17 грудня 1994                      | Республіка Македонія — Кіпр         | 3 — 0                               | Кваліфікація ЧЄ                     | 0                                   |
| 6                                   | 10 травня 1995                      | Вірменія — Республіка Македонія     | 2 — 2                               | Кваліфікація ЧЄ                     | 0                                   |
| 7                                   | 7 червня 1995                       | Республіка Македонія — Бельгія      | 0 — 5                               | Кваліфікація ЧЄ                     | 0                                   |

## Досягнення

### Як гравця
«Брюгге»
- Ліга Жупіле
  -  Чемпіон (1): 1989/90

- Кубок Бельгії
  -  Володар (1): 1990/91

- Суперкубок Бельгії
  -  Володар (1): 1990

### Як тренера
«Олімпіакос» (асистент головного тренера)
- Суперліга Греції
  -  Чемпіон (1): 2005/06

- Кубок Греції
  -  Володар (1): 2005/06

«Брюгге»
- Кубок Бельгії
  -  Володар (1): 2006/07